# 2015年羅傑·費德勒網球賽季
2015年，費達拿的表現保持穩定，世界排名以第三位作結，但於大賽決賽完全受制於祖高域，包括該年溫網、美網和年終賽，都敗予塞爾維亞人。
費達拿全年奪得一座1000賽（辛辛那提）、三座500賽（杜拜、哈雷、巴塞爾）和兩座250賽冠軍（布里斯本、伊斯坦布爾），共六項賽事的錦標。其中布里斯本站決賽擊敗加拿大球手拉奧歷後，錄得職業生涯第1000場單打勝仗，在ATP史上排名第三，次於吉米·康諾斯（1253場）與伊萬·倫德爾（1071場）。但在澳網卻於第三圈出局，負予意大利球手安德烈亚斯·塞皮，令他連續十一年晉級澳網四強的紀綠告終。法網方面則在八強被同胞瓦林卡三盤橫掃淘汰。溫網第十次打進決賽，卻連續兩年不敵祖高域。而美網方面，費達拿以不失一盤的姿態躋身闊別六年的決賽，但再遭祖高域破碎其奪冠美夢，連續兩項大滿貫決賽被同一選手擊敗。年終賽同樣被祖高域在決賽打敗，後者達成四連冠壯舉。

## 年度詳述
費達拿連續兩年以布里斯本國際賽為賽季首站賽事，最後不僅突破上季屈居亞軍的尷尬而奪標，更具意義的是決賽擊敗加拿大發球好手拉奧歷的賽事是他職業生涯第1000場的單打勝利﹔是繼康諾斯和蘭度後，第三位能達到千場勝仗的球員，同時他連續15年有冠軍入賬，超越後者成為史上第一。但澳網卻於第三圈出局，負予意大利球手安德烈亚斯·塞皮，令他連續十一年晉級四強的紀綠告終，塞皮亦收穫交手首勝和報回09年首圈的一敗之仇。
澳網早早失利後，費達拿在杜拜站賽事回勇，一路挺進決賽，最後擊敗塞爾維亞的老對手祖高域，以不失一盤的姿態奪魁；除第七次奪得此站冠軍外，還成為繼伊雲尼斯域、羅迪克和卡洛維奇後，史上第四位職業生涯取得九千記發球直接得分的球手。
印第安維爾斯大師賽方面，費達拿在第三圈擊敗塞皮復仇成功，並連續兩年晉級決賽，但結果與上屆一樣不敵祖高域，亦被後者追平自己奪得此項賽事冠軍最多的紀錄。
進入泥地賽季，費達拿在蒙地卡羅大師賽第三圈被加埃爾·孟菲爾斯淘汰後，首次到土耳其參與伊斯坦布爾公開賽，結果他不負所望，成為這項賽事的首屆冠軍。馬德里大師賽在次圈被澳洲新星尼克·基爾喬斯擊敗，羅馬大師賽則再次在決賽不敵祖高域。法國網球公開賽方面，費達拿第四圈擊敗孟菲爾斯報回蒙地卡羅的一敗之仇，但在八強被最後的冠軍兼同胞好友瓦林卡直落三盤淘汰。
草地賽季，費達拿再次擊敗塞皮，在升級至500積分的哈雷熱身賽中第八次稱王，成為他奪冠最多的賽事。及後這股好狀態在溫布頓網球錦標賽延續，盡顯草地之王本色的費達拿一舉挺進四強，與四巨頭之一的東道主選手梅利對壘，最終以7-5，7-5，6-4擊敗對手。從對戰紀錄上看，費達拿的優勢並不十分明顯，但他卻於此場被預測為極之緊湊的賽事中直落三盤令該2013年冠軍得主俯首稱臣；費達拿於此場經典戲碼採取進取打法，共發出20個ace球，56個致勝球，並只有11個非受逼性失誤，以比擬他個人巔峰時期的絕佳水準闖進決賽，重演去年溫網決賽與球王祖高域的經典大戰。但該場賽事費達拿四盤落敗，仍要苦待第18座大滿貫冠軍。
進入北美硬地賽季，費達拿退出了加拿大大師賽，去年屈居亞軍的他因梅利奪冠而令其世界排名下跌一位至第三，但稍後辛辛那提大師賽的折桂令其排名重上第二，其中在決賽再度擊敗祖高域，保持自己七次打入決賽全勝之餘，亦再次粉碎這位塞爾維亞球星的「金大師  」夢，此為他職業生涯第87座錦標。年度最後一項大滿貫美國網球公開賽，費達拿以不失一盤的姿態晉身睽違六年的決賽，再次對決祖高域，但與溫網決賽一樣四盤落敗而再度鎩羽而歸。
本年缺席台維斯盃的費達拿在美網後舉行的世界組附加賽時隔三年再次對陣荷蘭，結果與兩國上次對決一樣贏下兩場單打，再加上好友瓦林卡在另外一場單打也勝出，最終瑞士以4-1大勝風車王國，成功護級。
然而費達拿在上海大師賽第二圈被經由外圍賽晉級的西班牙球手阿爾伯特·拉莫斯淘汰，衛冕之旅閃電告終，世界第二的位置也讓予梅利。
美網和上海大師賽連續失利後，費達拿在家鄉巴塞爾的瑞士室內賽重振聲威，成為首位選手於單一賽事連續十年躋身決賽的他自2014年澳網以來首次與拿度交手，結果瑞士人耗時近兩小時，苦戰三盤勝出，終結自己與西班牙蠻牛交手的五連敗，同時七度問鼎這項賽事，繼續刷新自己在此站的奪冠紀錄。
巴黎大師賽，費達拿在第三圈被美國發球好手約翰·伊斯內爾淘汰。
年終賽方面，費達拿在小組賽三戰全勝首名晉級四強，其中在第二輪擊敗祖高域，不過決賽再被塞爾維亞人當攔路虎，從而令後者達成四連冠。今季在大賽決賽，包括溫網、美網和年終賽均悉數敗予年終一哥。

## 所有賽事
指引：
| W | F | SF | QF | #R | RR | LQ (Q#) | A | P | Z# | PO | SF-B | F-S | G | NMS | NH | NQ |

W：冠軍；F：亞軍；SF：四強；QF：八強；#R：前四輪；RR：小組賽；LQ：止步資格賽；A：缺席；P：比赛延期；Z#：戴维斯杯/联合会杯组别赛（#表示级别）；PO：參與戴維斯盃/联合会杯附加赛；SF-B：奧運會銅牌；F-S：奧運會銀牌；G：奧運會金牌；NMS：非ATP1000大師賽系列；NH：該賽事本年度未舉行；NQ：未入圍。

### 單打賽事
| 賽事                                                                                          | 賽數 | 輪數   | 對手                       | 對手排名 | 結果  | 比分                           |
| 布里斯本國際賽 澳洲, 布里斯本 ATP 250分賽事 室外硬地 2015年1月4日至2015年1月11日              | –    | 首圈   | 輪空                       | 輪空     | 輪空  | 輪空                           |
| 布里斯本國際賽 澳洲, 布里斯本 ATP 250分賽事 室外硬地 2015年1月4日至2015年1月11日              | 1224 | 第二圈 | 約翰·米爾蒙                | 153      | 勝    | 4–6, 6–4, 6–3                  |
| 布里斯本國際賽 澳洲, 布里斯本 ATP 250分賽事 室外硬地 2015年1月4日至2015年1月11日              | 1225 | 八強   | 詹姆斯·達克沃斯            | 125      | 勝    | 6–0, 6–1                       |
| 布里斯本國際賽 澳洲, 布里斯本 ATP 250分賽事 室外硬地 2015年1月4日至2015年1月11日              | 1226 | 四強   | 格里戈爾·季米特洛夫        | 11       | 勝    | 6–2, 6–2                       |
| 布里斯本國際賽 澳洲, 布里斯本 ATP 250分賽事 室外硬地 2015年1月4日至2015年1月11日              | 1227 | 決賽   | 米洛斯·拉奧歷              | 8        | 勝(1) | 6–4, 6–7(2–7), 6–4             |
| 澳洲網球公開賽 澳洲, 墨爾本 大滿貫 室外硬地 2015年1月19日至2015年2月1日                       | 1228 | 首圈   | 盧彥勛                     | 47       | 勝    | 6–4, 6–2, 7–5                  |
| 澳洲網球公開賽 澳洲, 墨爾本 大滿貫 室外硬地 2015年1月19日至2015年2月1日                       | 1229 | 第二圈 | 西莫內·博萊利              | 48       | 勝    | 3–6, 6–3, 6–2, 6–2             |
| 澳洲網球公開賽 澳洲, 墨爾本 大滿貫 室外硬地 2015年1月19日至2015年2月1日                       | 1230 | 第三圈 | 安德烈亚斯·塞皮            | 46       | 負    | 4–6, 6–7(5–7), 6–4, 6–7(5–7)   |
| 杜拜網球錦標賽 阿聯酋, 杜拜 ATP 500分賽事 室外硬地 2014年2月23日至3月1日                      | 1231 | 首圈   | 米哈伊爾·尤日尼            | 55       | 勝    | 6–3, 6–1                       |
| 杜拜網球錦標賽 阿聯酋, 杜拜 ATP 500分賽事 室外硬地 2014年2月23日至3月1日                      | 1232 | 第二圈 | 費爾南多·貝爾達斯科        | 31       | 勝    | 6–4, 6–3                       |
| 杜拜網球錦標賽 阿聯酋, 杜拜 ATP 500分賽事 室外硬地 2014年2月23日至3月1日                      | 1233 | 八強   | 里夏爾·加斯凱              | 27       | 勝    | 6–1, 對手退出                  |
| 杜拜網球錦標賽 阿聯酋, 杜拜 ATP 500分賽事 室外硬地 2014年2月23日至3月1日                      | 1234 | 四強   | 博爾納·丘里奇              | 84       | 勝    | 6–2, 6–1                       |
| 杜拜網球錦標賽 阿聯酋, 杜拜 ATP 500分賽事 室外硬地 2014年2月23日至3月1日                      | 1235 | 決賽   | 諾華克·祖高域              | 1        | 勝(2) | 6–3, 7–5                       |
| 印第安維爾斯大師賽 美國, 印第安維爾斯 ATP世界巡迴賽1000大師賽 室外硬地 2015年3月9日至3月22日  | –    | 首圈   | 輪空                       | 輪空     | 輪空  | 輪空                           |
| 印第安維爾斯大師賽 美國, 印第安維爾斯 ATP世界巡迴賽1000大師賽 室外硬地 2015年3月9日至3月22日  | 1236 | 第二圈 | 迪亞哥·塞巴斯蒂安·施瓦茲曼 | 63       | 勝    | 6–4, 6–2                       |
| 印第安維爾斯大師賽 美國, 印第安維爾斯 ATP世界巡迴賽1000大師賽 室外硬地 2015年3月9日至3月22日  | 1237 | 第三圈 | 安德烈亞斯·塞皮            | 33       | 勝    | 6–3, 6–4                       |
| 印第安維爾斯大師賽 美國, 印第安維爾斯 ATP世界巡迴賽1000大師賽 室外硬地 2015年3月9日至3月22日  | 1238 | 第四圈 | 傑克·索克                  | 58       | 勝    | 6–3, 6–2                       |
| 印第安維爾斯大師賽 美國, 印第安維爾斯 ATP世界巡迴賽1000大師賽 室外硬地 2015年3月9日至3月22日  | 1239 | 八強   | 托馬什·貝爾迪赫            | 9        | 勝    | 6–4, 6–0                       |
| 印第安維爾斯大師賽 美國, 印第安維爾斯 ATP世界巡迴賽1000大師賽 室外硬地 2015年3月9日至3月22日  | 1240 | 四強   | 米洛斯·拉奧歷              | 6        | 勝    | 7–5, 6–4                       |
| 印第安維爾斯大師賽 美國, 印第安維爾斯 ATP世界巡迴賽1000大師賽 室外硬地 2015年3月9日至3月22日  | 1241 | 決賽   | 諾華克·祖高域              | 1        | 負    | 3–6, 7–6(7–5), 2–6             |
| 蒙地卡羅大師賽 摩納哥, 蒙地卡羅 ATP世界巡迴賽1000大師賽 室外泥地 2015年4月13日至4月21日       | –    | 首圈   | 輪空                       | 輪空     | 輪空  | 輪空                           |
| 蒙地卡羅大師賽 摩納哥, 蒙地卡羅 ATP世界巡迴賽1000大師賽 室外泥地 2015年4月13日至4月21日       | 1242 | 第二圈 | 熱雷米·夏爾迪              | 35       | 勝    | 6–2, 6–1                       |
| 蒙地卡羅大師賽 摩納哥, 蒙地卡羅 ATP世界巡迴賽1000大師賽 室外泥地 2015年4月13日至4月21日       | 1243 | 第三圈 | 加埃爾·孟菲爾斯            | 18       | 負    | 4–6, 6–7(5–7)                  |
| 伊斯坦布爾公開賽 土耳其, 伊斯坦布爾 ATP 250分賽事 室外硬地 2015年4月27日至2015年5月3日        | –    | 首圈   | 輪空                       | 輪空     | 輪空  | 輪空                           |
| 伊斯坦布爾公開賽 土耳其, 伊斯坦布爾 ATP 250分賽事 室外硬地 2015年4月27日至2015年5月3日        | 1244 | 第二圈 | 亞爾科·涅米寧              | 71       | 勝    | 6–2, 7–5                       |
| 伊斯坦布爾公開賽 土耳其, 伊斯坦布爾 ATP 250分賽事 室外硬地 2015年4月27日至2015年5月3日        | 1245 | 八強   | 丹尼爾·希梅諾-特拉維爾     | 62       | 勝    | 7–6(7–3), 6–7(5–7), 6–3        |
| 伊斯坦布爾公開賽 土耳其, 伊斯坦布爾 ATP 250分賽事 室外硬地 2015年4月27日至2015年5月3日        | 1246 | 四強   | 迪亞哥·塞巴斯蒂安·施瓦茲曼 | 63       | 勝    | 2–6, 6–2, 7–5                  |
| 伊斯坦布爾公開賽 土耳其, 伊斯坦布爾 ATP 250分賽事 室外硬地 2015年4月27日至2015年5月3日        | 1247 | 決賽   | 巴勃羅·奎瓦斯              | 23       | 勝(3) | 6–3, 7–6(13–11)                |
| 馬德里大師賽 西班牙, 馬德里 ATP世界巡迴賽1000大師賽 室外泥地 2015年5月3日至5月10日            | –    | 首圈   | 輪空                       | 輪空     | 輪空  | 輪空                           |
| 馬德里大師賽 西班牙, 馬德里 ATP世界巡迴賽1000大師賽 室外泥地 2015年5月3日至5月10日            | 1248 | 第二圈 | 尼克·基爾喬斯              | 35       | 負    | 7–6(7–2), 6–7(5–7), 6–7(12–14) |
| 羅馬大師賽 意大利, 羅馬 ATP世界巡迴賽1000大師賽 室外泥地 2015年5月11日至5月17日               | –    | 首圈   | 輪空                       | 輪空     | 輪空  | 輪空                           |
| 羅馬大師賽 意大利, 羅馬 ATP世界巡迴賽1000大師賽 室外泥地 2015年5月11日至5月17日               | 1249 | 第二圈 | 巴勃羅·奎瓦斯              | 24       | 勝    | 7–6(7–3), 6–4                  |
| 羅馬大師賽 意大利, 羅馬 ATP世界巡迴賽1000大師賽 室外泥地 2015年5月11日至5月17日               | 1250 | 第三圈 | 奇雲·安達臣                | 16       | 勝    | 6–3, 7–5                       |
| 羅馬大師賽 意大利, 羅馬 ATP世界巡迴賽1000大師賽 室外泥地 2015年5月11日至5月17日               | 1251 | 八強   | 托馬什·貝爾迪赫            | 5        | 勝    | 6–3, 6–3                       |
| 羅馬大師賽 意大利, 羅馬 ATP世界巡迴賽1000大師賽 室外泥地 2015年5月11日至5月17日               | 1252 | 四強   | 斯坦·瓦夫林卡              | 9        | 勝    | 6–4, 6–2                       |
| 羅馬大師賽 意大利, 羅馬 ATP世界巡迴賽1000大師賽 室外泥地 2015年5月11日至5月17日               | 1253 | 決賽   | 諾華克·祖高域              | 1        | 負    | 4–6, 3–6                       |
| 法國網球公開賽 法國, 巴黎 大滿貫 室外泥地 2015年5月25日至2015年6月7日                         | 1254 | 首圈   | 亞歷杭德羅·法亞            | 109      | 勝    | 6–3, 6–3, 6–4                  |
| 法國網球公開賽 法國, 巴黎 大滿貫 室外泥地 2015年5月25日至2015年6月7日                         | 1255 | 第二圈 | 馬塞爾·格拉諾勒斯          | 57       | 勝    | 6–2, 7–6(7–1), 6–3             |
| 法國網球公開賽 法國, 巴黎 大滿貫 室外泥地 2015年5月25日至2015年6月7日                         | 1256 | 第三圈 | 達米爾·德祖赫              | 88       | 勝    | 6–4, 6–3, 6–2                  |
| 法國網球公開賽 法國, 巴黎 大滿貫 室外泥地 2015年5月25日至2015年6月7日                         | 1257 | 十六強 | 加埃爾·孟菲爾斯            | 13       | 勝    | 6–3, 4–6, 6–4, 6–1             |
| 法國網球公開賽 法國, 巴黎 大滿貫 室外泥地 2015年5月25日至2015年6月7日                         | 1258 | 八強   | 斯坦·瓦林卡                | 8        | 負    | 4–6, 3–6, 6–7(4–7)             |
| 哈雷公開賽 德國, 哈雷 ATP 500分賽事 室外草地 2014年6月15日至6月21日                           | 1259 | 首圈   | 菲利普·科爾施賴伯          | 31       | 勝    | 7–6(10–8), 3–6, 7–6(7–5)       |
| 哈雷公開賽 德國, 哈雷 ATP 500分賽事 室外草地 2014年6月15日至6月21日                           | 1260 | 第二圈 | 厄內斯特·古爾比斯          | 86       | 勝    | 6–3, 7–5                       |
| 哈雷公開賽 德國, 哈雷 ATP 500分賽事 室外草地 2014年6月15日至6月21日                           | 1261 | 八強   | 弗洛里安·邁爾              | 487      | 勝    | 6–0, 7–6(7–1)                  |
| 哈雷公開賽 德國, 哈雷 ATP 500分賽事 室外草地 2014年6月15日至6月21日                           | 1262 | 四強   | 伊沃·卡洛維奇              | 27       | 勝    | 7–6(7–3), 7–6(7–4)             |
| 哈雷公開賽 德國, 哈雷 ATP 500分賽事 室外草地 2014年6月15日至6月21日                           | 1263 | 決賽   | 安德烈亞斯·塞皮            | 45       | 勝(4) | 7–6(7–1), 6–4                  |
| 溫布頓網球錦標賽 英國, 倫敦 大滿貫 室外草地 2015年6月29日至2015年7月12日                      | 1264 | 首圈   | 達米爾·德祖赫              | 88       | 勝    | 6–1, 6–3, 6–3                  |
| 溫布頓網球錦標賽 英國, 倫敦 大滿貫 室外草地 2015年6月29日至2015年7月12日                      | 1265 | 第二圈 | 薩姆·奎里                  | 36       | 勝    | 6–4, 6–2, 6–2                  |
| 溫布頓網球錦標賽 英國, 倫敦 大滿貫 室外草地 2015年6月29日至2015年7月12日                      | 1266 | 第三圈 | 山姆·格羅斯                | 69       | 勝    | 6–4, 6–4, 6–7(5–7), 6–2        |
| 溫布頓網球錦標賽 英國, 倫敦 大滿貫 室外草地 2015年6月29日至2015年7月12日                      | 1267 | 十六強 | 羅伯托·包蒂斯塔·阿古特     | 22       | 勝    | 6–2, 6–2, 6–3                  |
| 溫布頓網球錦標賽 英國, 倫敦 大滿貫 室外草地 2015年6月29日至2015年7月12日                      | 1268 | 八強   | 吉爾·西蒙                  | 13       | 勝    | 6–3, 7–5, 6–2                  |
| 溫布頓網球錦標賽 英國, 倫敦 大滿貫 室外草地 2015年6月29日至2015年7月12日                      | 1269 | 四強   | 安迪·穆雷                  | 3        | 勝    | 7–5, 7–5, 6–4                  |
| 溫布頓網球錦標賽 英國, 倫敦 大滿貫 室外草地 2015年6月29日至2015年7月12日                      | 1270 | 決賽   | 諾華克·祖高域              | 1        | 負    | 6–7(1–7), 7–6(12–10), 4–6, 3–6 |
| 辛辛那提大師賽 美國, 辛辛那提 ATP世界巡迴賽1000大師賽 室外硬地 2015年8月17日至8月23日         | –    | 首圈   | 輪空                       | 輪空     | 輪空  | 輪空                           |
| 辛辛那提大師賽 美國, 辛辛那提 ATP世界巡迴賽1000大師賽 室外硬地 2015年8月17日至8月23日         | 1271 | 第二圈 | 羅伯托·包蒂斯塔·阿古特     | 22       | 勝    | 6–4, 6–4                       |
| 辛辛那提大師賽 美國, 辛辛那提 ATP世界巡迴賽1000大師賽 室外硬地 2015年8月17日至8月23日         | 1272 | 第三圈 | 凱文·安德森                | 15       | 勝    | 6–1, 6–1                       |
| 辛辛那提大師賽 美國, 辛辛那提 ATP世界巡迴賽1000大師賽 室外硬地 2015年8月17日至8月23日         | 1273 | 八強   | 費利西亞諾·洛佩斯          | 23       | 勝    | 6–3, 6–4                       |
| 辛辛那提大師賽 美國, 辛辛那提 ATP世界巡迴賽1000大師賽 室外硬地 2015年8月17日至8月23日         | 1274 | 四強   | 安迪·穆雷                  | 2        | 勝    | 6–3, 7–6(8–6)                  |
| 辛辛那提大師賽 美國, 辛辛那提 ATP世界巡迴賽1000大師賽 室外硬地 2015年8月17日至8月23日         | 1275 | 決賽   | 諾華克·祖高域              | 1        | 勝(5) | 7–6(7–1)), 6–3                 |
| 美國網球公開賽 美國, 紐約 大滿貫 室外硬地 2015年8月31日至2015年9月13日                        | 1276 | 首圈   | 萊昂納多·梅耶爾            | 34       | 勝    | 6–1, 6–2, 6–2                  |
| 美國網球公開賽 美國, 紐約 大滿貫 室外硬地 2015年8月31日至2015年9月13日                        | 1277 | 第二圈 | 史提夫·達爾西斯            | 66       | 勝    | 6–1, 6–2, 6–1                  |
| 美國網球公開賽 美國, 紐約 大滿貫 室外硬地 2015年8月31日至2015年9月13日                        | 1278 | 第三圈 | 菲利普·科爾施賴伯          | 29       | 勝    | 6–3, 6–4, 6–4                  |
| 美國網球公開賽 美國, 紐約 大滿貫 室外硬地 2015年8月31日至2015年9月13日                        | 1279 | 十六強 | 約翰·伊斯內爾              | 13       | 勝    | 7–6(7–0), 7–6(8–6), 7–5        |
| 美國網球公開賽 美國, 紐約 大滿貫 室外硬地 2015年8月31日至2015年9月13日                        | 1280 | 八強   | 里夏爾·加斯凱              | 12       | 勝    | 6–3, 6–3, 6–1                  |
| 美國網球公開賽 美國, 紐約 大滿貫 室外硬地 2015年8月31日至2015年9月13日                        | 1281 | 四強   | 斯坦·瓦林卡                | 5        | 勝    | 6–4, 6–3, 6–1                  |
| 美國網球公開賽 美國, 紐約 大滿貫 室外硬地 2015年8月31日至2015年9月13日                        | 1282 | 決賽   | 諾瓦克·喬科維奇            | 1        | 負    | 4–6, 7–5, 4–6, 4–6             |
| 台維斯盃附加賽﹕ · 瑞士 對 荷蘭 · 瑞士, 日內瓦 · 台維斯盃 · 室內硬地 · 2015年9月18日至9月20日 | 1283 | 小組賽 | 傑西·胡塔·加倫             | 436      | 勝    | 6–3, 6–4, 6–3                  |
| 台維斯盃附加賽﹕ · 瑞士 對 荷蘭 · 瑞士, 日內瓦 · 台維斯盃 · 室內硬地 · 2015年9月18日至9月20日 | 1284 | 小組賽 | 蒂莫·德·巴克               | 144      | 勝    | 6–3, 6–2, 6–4                  |
| 上海大師賽 中國, 上海 ATP世界巡迴賽1000大師賽 室外硬地 2015年10月12日至10月18日               | –    | 首圈   | 輪空                       | 輪空     | 輪空  | 輪空                           |
| 上海大師賽 中國, 上海 ATP世界巡迴賽1000大師賽 室外硬地 2015年10月12日至10月18日               | 1285 | 第二圈 | 阿爾伯特·拉莫斯            | 70       | 負    | 6–7(4–7), 6–2, 3–6             |
| 大衛杜夫瑞士室內賽 瑞士, 巴塞爾 ATP 500分賽事 室內硬地 2015年10月26日至2015年11月1日          | 1286 | 首圈   | 米哈伊爾·庫庫什金          | 64       | 勝    | 6–1, 6–2                       |
| 大衛杜夫瑞士室內賽 瑞士, 巴塞爾 ATP 500分賽事 室內硬地 2015年10月26日至2015年11月1日          | 1287 | 第二圈 | 菲利普·科爾施賴伯          | 32       | 勝    | 6–4, 4–6, 6–4                  |
| 大衛杜夫瑞士室內賽 瑞士, 巴塞爾 ATP 500分賽事 室內硬地 2015年10月26日至2015年11月1日          | 1288 | 八強   | 大衛·戈芬                  | 17       | 勝    | 6–3, 3–6, 6–1                  |
| 大衛杜夫瑞士室內賽 瑞士, 巴塞爾 ATP 500分賽事 室內硬地 2015年10月26日至2015年11月1日          | 1289 | 四強   | 傑克·索克                  | 29       | 勝    | 6–3, 6–4                       |
| 大衛杜夫瑞士室內賽 瑞士, 巴塞爾 ATP 500分賽事 室內硬地 2015年10月26日至2015年11月1日          | 1290 | 決賽   | 拉斐爾·拿度                | 7        | 勝(6) | 6–3, 5–7, 6–3                  |
| 巴黎大師賽 法國, 巴黎 ATP世界巡迴賽1000大師賽 室內硬地 2015年11月2日至11月8日                 | –    | 首圈   | 輪空                       | 輪空     | 輪空  | 輪空                           |
| 巴黎大師賽 法國, 巴黎 ATP世界巡迴賽1000大師賽 室內硬地 2015年11月2日至11月8日                 | 1291 | 第二圈 | 安德烈亞斯·塞皮            | 28       | 勝    | 6–1, 6–1                       |
| 巴黎大師賽 法國, 巴黎 ATP世界巡迴賽1000大師賽 室內硬地 2015年11月2日至11月8日                 | 1292 | 第三圈 | 約翰·伊斯內爾              | 13       | 負    | 6–7(3–7), 6–3, 6–7(5–7)        |
| ATP世界巡迴賽總決賽 英國, 倫敦 ATP世界巡迴賽總決賽 室內硬地 2015年11月15日至11月22日          | 1293 | 小組賽 | 托馬什·貝爾迪赫            | 6        | 勝    | 6–4, 6–2                       |
| ATP世界巡迴賽總決賽 英國, 倫敦 ATP世界巡迴賽總決賽 室內硬地 2015年11月15日至11月22日          | 1294 | 小組賽 | 諾華克·祖高域              | 1        | 勝    | 7–5, 6–2                       |
| ATP世界巡迴賽總決賽 英國, 倫敦 ATP世界巡迴賽總決賽 室內硬地 2015年11月15日至11月22日          | 1295 | 小組賽 | 錦織圭                     | 8        | 勝    | 7–5, 4–6, 6–4                  |
| ATP世界巡迴賽總決賽 英國, 倫敦 ATP世界巡迴賽總決賽 室內硬地 2015年11月15日至11月22日          | 1296 | 四強   | 斯坦·瓦林卡                | 4        | 勝    | 7–5, 6–3                       |
| ATP世界巡迴賽總決賽 英國, 倫敦 ATP世界巡迴賽總決賽 室內硬地 2015年11月15日至11月22日          | 1297 | 決賽   | 諾華克·祖高域              | 1        | 負    | 3–6, 4–6                       |

### 雙打
| 賽事                                                                                          | 賽數 | 輪數   | 拍檔            | 對手及其排名                                | 結果 | 比分                         |
| 杜拜網球錦標賽 阿聯酋, 杜拜 ATP 500分賽事 室外硬地 2014年2月23日至2月28日                     | 216  | 首圈   | 麥可·拉梅爾     | 讓-儒利安·路查 / #10 霍里亞·特卡烏 / #10    | 負   | 4–6, 6–7(12–14)              |
| 印第安維爾斯大師賽 美國, 印第安維爾斯 ATP世界巡迴賽1000大師賽 室外硬地 2015年3月9日至3月22日  | 217  | 首圈   | 麥可·拉梅爾     | 馬辛·麥考斯基 / #27 內納德·齊莫尼奇 / #4    | 負   | 3–6, 6–3, 9–11               |
| 台維斯盃附加賽﹕ · 瑞士 對 荷蘭 · 瑞士, 日內瓦 · 台維斯盃 · 室內硬地 · 2015年9月18日至9月20日 | 218  | 小組賽 | 馬爾科·丘迪內利 | 马特维·米德尔库普 / #80 蒂莫·德·巴克 / #398 | 負   | 6–7(7–9), 6–4, 6–4, 4–6, 1–6 |

## 賽程安排

### 單打
| 日期                           | 賽事名稱                              | 地點           | 賽事等級                | 球場類型     | 上屆成績     | 上屆積分 | 獲得積分 | 結果                                                       |
| ------------------------------ | ------------------------------------- | -------------- | ----------------------- | ------------ | ------------ | -------- | -------- | ---------------------------------------------------------- |
| 2015年1月4日– 2015年1月11日    | 布里斯本國際賽                        | 布里斯本       | ATP世界巡迴賽250賽      | 硬地         | 亞軍         | 150      | 250      | 冠軍 (擊敗米洛斯·拉奧尼奇, 6–4, 6–7(2–7), 6–4)             |
| 2015年1月19日– 2015年2月1日    | 澳洲網球公開賽                        | 墨爾本         | 大滿貫                  | 硬地         | 四強         | 720      | 90       | 第三圈 (負予安德烈亞斯·塞皮, 4–6, 6–7(5–7), 6–4, 6–7(5–7)) |
| 2015年2月23日– 2015年3月1日    | 杜拜網球錦標賽                        | 阿联酋杜拜     | ATP世界巡迴賽500賽      | 硬地         | 冠軍         | 500      | 500      | 冠軍 (擊敗諾華克·祖高域, 6–3, 7–5)                         |
| 2015年3月9日– 2015年3月22日    | 印第安維爾斯大師賽                    | 美国印第安泉   | ATP世界巡迴賽1000大師賽 | 硬地         | 亞軍         | 600      | 600      | 亞軍 (負予祖高域, 3–6, 7–6(7–5), 2–6)                      |
| 2015年4月12日– 2015年4月19日   | 蒙地卡羅大師賽                        | 摩納哥蒙地卡羅 | ATP世界巡迴賽1000大師賽 | 泥地         | 亞軍         | 600      | 90       | 第三圈 (負予加埃爾·孟菲爾斯, 4–6, 6–7(5–7))                |
| 2015年4月27日– 2015年5月3日    | 伊斯坦布爾公開賽                      | 土耳其伊斯坦堡 | ATP世界巡迴賽250賽      | 泥地         | 不適用       | 不適用   | 250      | 冠軍 (擊敗巴勃羅·奎瓦斯, 6–3, 7–6(13–11))                  |
| 2015年5月3日– 2015年5月10日    | 馬德里大師賽                          | 西班牙馬德里   | ATP世界巡迴賽1000大師賽 | 泥地         | 缺席         | 0        | 10       | 第二圈 (負予尼克·基爾喬斯, 7–6(7–2), 6–7(5–7), 6–7(12–14)) |
| 2015年5月10日– 2015年5月17日   | 羅馬大師賽                            | 義大利羅馬     | ATP世界巡迴賽1000大師賽 | 泥地         | 第二圈       | 10       | 600      | 亞軍 (負予祖高域, 4–6, 3–6)                                |
| 2015年5月25日– 2015年6月7日    | 法國網球公開賽                        | 法國巴黎       | 大滿貫                  | 泥地         | 第四圈       | 180      | 360      | 八強 (負予斯坦·瓦林卡, 4–6, 3–6, 6–7(4–7))                 |
| 2015年6月15日– 2015年6月21日   | 哈雷公開賽                            | 德国哈雷       | ATP世界巡迴賽500賽      | 草地         | 冠軍         | 250      | 500      | 冠軍 (擊敗塞皮, 7–6(7–1), 6–4)                             |
| 2015年6月29日– 2015年7月12日   | 溫布頓網球錦標賽                      | 英国溫布頓     | 大滿貫                  | 草地         | 亞軍         | 1200     | 1200     | 亞軍 (負予祖高域, 6–7(1–7), 7–6(12–10), 4–6, 3–6)          |
| 2015年8月17日– 2015年8月23日   | 辛辛那提大師賽                        | 美国辛辛那提   | ATP世界巡迴賽1000大師賽 | 硬地         | 冠軍         | 1000     | 1000     | 冠軍 (擊敗祖高域, 7–6(7–1), 6–3)                           |
| 2015年8月31日– 2015年9月13日   | 美國網球公開賽                        | 美国紐約       | 大滿貫                  | 硬地         | 四強         | 720      | 1200     | 亞軍 (負予祖高域, 4–6, 7–5, 4–6, 4–6)                      |
| 2015年9月18日– 2015年9月20日   | 台維斯盃世界組附加賽﹕ · 瑞士 對 荷蘭 | 瑞士日內瓦     | 台維斯盃                | 室內硬地     | 不適用       | 不適用   | 15       | 瑞士 擊敗 荷蘭 4–1 · 瑞士成功保住下季正賽席位              |
| 2015年10月12日– 2015年10月18日 | 上海大師賽                            | 中国上海       | ATP世界巡迴賽1000大師賽 | 硬地         | 冠軍         | 1000     | 10       | 第二圈 (負予阿爾伯特·拉莫斯, 6–7(4–7), 6–2, 3–6)           |
| 2015年10月24日– 2015年11月1日  | 大衛杜夫瑞士室內賽                    | 瑞士巴塞爾     | ATP世界巡迴賽500賽      | 室內硬地     | 冠軍         | 500      | 500      | 冠軍 (擊敗拉斐爾·拿度, 6–3, 5–7, 6–3)                      |
| 2015年11月2日– 2015年11月8日   | 巴黎大師賽                            | 法國巴黎       | ATP世界巡迴賽1000大師賽 | 室內硬地     | 八強         | 180      | 90       | 第三圈 (負予約翰·伊斯內爾, 6–7(3–7), 6–3, 6–7(5–7))        |
| 2015年11月15日– 2015年11月22日 | ATP世界巡迴賽總決賽                   | 英国倫敦       | ATP世界巡迴賽總決賽     | 室內硬地     | 決賽         | 1000     | 1000     | 決賽 (負予祖高域, 3–6, 4–6)                                |
| 全年所獲積分                   | 全年所獲積分                          | 全年所獲積分   | 全年所獲積分            | 全年所獲積分 | 全年所獲積分 | 9775     | 8265     | ▼ 1510 分差                                                |

### 雙打
| 日期                         | 賽事名稱                              | 地點         | 賽事等級                | 球場類型     | 上屆成績     | 上屆積分 | 獲得積分 | 結果                                                         |
| ---------------------------- | ------------------------------------- | ------------ | ----------------------- | ------------ | ------------ | -------- | -------- | ------------------------------------------------------------ |
| 2015年2月23日– 2015年3月1日  | 杜拜網球錦標賽                        | 阿联酋杜拜   | ATP世界巡迴賽500賽      | 硬地         | 沒有參加     | 不適用   | 0        | 首圈 (負予讓-儒利安·路查 / 霍里亞·特卡烏, 4–6, 6–7(12–14))   |
| 2015年3月9日– 2015年3月22日  | 印第安維爾斯大師賽                    | 美国印第安泉 | ATP世界巡迴賽1000大師賽 | 硬地         | 四強         | 360      | 0        | 首圈 (負予馬辛·麥考斯基 / 內納德·齊莫尼奇, 3–6, 6–3, [9–11]) |
| 2015年9月18日– 2015年9月20日 | 台維斯盃世界組附加賽﹕ · 瑞士 對 荷蘭 | 瑞士日內瓦   | 台維斯盃                | 室內硬地     | 不適用       | 不適用   | 0        | 瑞士 擊敗 荷蘭 4–1 · 瑞士成功保住下季正賽席位                |
| 全年所獲積分                 | 全年所獲積分                          | 全年所獲積分 | 全年所獲積分            | 全年所獲積分 | 全年所獲積分 | 690      | 0        | ▼ 690 分差                                                   |

## 年度紀錄

### 交手紀錄
費達拿在2015賽季錄得63勝11負的單賽季戰績，勝率為85.14%。其中他面對ATP排名前十的球員交手戰績為15勝6負，勝率為71.43%。以下對手名單按費達拿在2015賽季與之交手勝出次數降序排列：
- 托馬什·貝爾迪赫 3–0
- 菲利普·科爾施賴伯 3–0
- 安德烈亞斯·塞皮 3–1
- 斯坦·瓦林卡 3–1
- 諾瓦克·喬科維奇 3–5
- 凱文·安德森 2–0
- 羅伯托·包蒂斯塔·阿古特 2–0
- 巴勃羅·奎瓦斯 2–0
- 達米爾·德祖赫 2–0
- 里夏爾·加斯凱 2–0
- 安迪·穆雷 2–0
- 米洛斯·拉奧歷 2–0
- 迪亞哥·塞巴斯蒂安·施瓦茲曼 2–0
- 傑克·索克 2–0
- 蒂莫·德·巴克 1–0
- 西莫內·博萊利 1–0
- 熱雷米·夏爾迪 1–0
- 博爾納·丘里奇 1–0
- 史提夫·達爾西斯 1–0
- 格里戈爾·季米特洛夫 1–0
- 詹姆斯·達克沃思 1–0
- 亞歷杭德羅·法亞 1–0
- 傑西·胡塔·加倫 1–0
- 丹尼爾·希梅諾-特拉維爾 1–0
- 大卫·戈芬 1–0
- 馬塞爾·格拉諾勒斯 1–0
- 山姆·格羅斯 1–0
- 厄內斯特·古爾比斯 1–0
- 伊沃·卡洛維奇 1–0
- 米哈伊爾·庫庫什金 1–0
- 費利西亞諾·洛佩斯 1–0
- 盧彥勳 1–0
- 弗洛里安·邁爾 1–0
- 萊昂納多·梅耶爾 1–0
- 約翰·米爾蒙 1–0
- 拉斐爾·拿度 1–0
- 亞爾科·涅米寧 1–0
- 錦織圭 1–0
- 薩姆·奎里 1–0
- 吉爾·西蒙 1–0
- 費爾南多·貝爾達斯科 1–0
- 米哈伊爾·尤日尼 1–0
- 加埃爾·蒙菲爾斯 1–1
- 約翰·伊斯內爾 1–1
- 尼克·基爾喬斯 0–1
- 阿爾伯特·拉莫斯 0–1

### 決賽

#### 單打﹕ 11 (6-5)
| 賽事系列                       |
| ------------------------------ |
| 大滿貫賽事 (0–2)               |
| 世界巡迴總決賽（年終賽） (0–1) |
| 世界巡迴大師賽 1000 (1–2)      |
| 世界巡迴賽 500 (3–0)           |
| 世界巡迴賽 250 (2–0)           |

| 依場地性質分類 |
| -------------- |
| 硬地 (4–3)     |
| 泥地 (1–1)     |
| 草地 (1–1)     |

| 依室內外分類 |
| ------------ |
| 室外 (5–4)   |
| 室內 (1–1)   |

| 結果 | 次數 | 日期           | 賽事                               | 場地     | 決賽對手        | 決賽比分                       |
| ---- | ---- | -------------- | ---------------------------------- | -------- | --------------- | ------------------------------ |
| 冠軍 | 83.  | 2015年1月11日  | 澳洲布里斯本國際賽                 | 硬地     | 米洛斯·拉奧歷   | 6–4, 6–7(2–7), 6–4             |
| 冠軍 | 84.  | 2015年2月28日  | 阿聯酋杜拜網球錦標賽 (7)           | 硬地     | 諾華克·祖高域   | 6–3, 7–5                       |
| 亞軍 | 43.  | 2015年3月22日  | 美國印第安維爾斯大師賽 (2)         | 硬地     | 諾華克·祖高域   | 3–6, 7–6(7–5), 2–6             |
| 冠軍 | 85.  | 2015年5月3日   | 土耳其伊斯坦布爾公開賽             | 泥地     | 巴勃羅·奎瓦斯   | 6–3, 7–6(13–11)                |
| 亞軍 | 44.  | 2015年5月17日  | 意大利羅馬大師賽 (4)               | 泥地     | 諾華克·祖高域   | 4–6, 3–6                       |
| 冠軍 | 86.  | 2015年6月21日  | 德國哈雷公開賽 (8)                 | 草地     | 安德烈亞斯·塞皮 | 7–6(7–1), 6–4                  |
| 亞軍 | 45.  | 2015年7月12日  | 英國溫布頓網球錦標賽（溫布頓） (3) | 草地     | 諾華克·祖高域   | 6–7(1–7), 7–6(12–10), 4–6, 3–6 |
| 冠軍 | 87.  | 2015年8月23日  | 美國辛辛那提大師賽 (7)             | 硬地     | 諾華克·祖高域   | 7–6(7–1), 6–3                  |
| 亞軍 | 46.  | 2015年9月13日  | 美國網球公開賽（美網） (2)         | 硬地     | 諾華克·祖高域   | 4–6, 7–5, 4–6, 4–6             |
| 冠軍 | 88.  | 2015年11月1日  | 巴塞爾大衛杜夫瑞士室內賽 (7)       | 室內硬地 | 拉斐爾·拿度     | 6–3, 5–7, 6–3                  |
| 亞軍 | 47.  | 2015年11月22日 | 英國倫敦ATP年終賽 (4)              | 室內硬地 | 諾華克·祖高域   | 3–6, 4–6                       |

### 獎金
| 賽事                | 獎金       | 年度累積獎金 |
| ------------------- | ---------- | ------------ |
| 布里斯本國際賽      | $80,000    | $80,000      |
| 澳洲網球公開賽      | A$97,500   | $160,076     |
| 杜拜網球錦標賽      | $508,935   | $669,011     |
| 印第安維爾斯大師賽  | $444,610   | $1,113,621   |
| 蒙地卡羅大師賽      | €40,930    | $1,156,995   |
| 伊斯坦布爾公開賽    | €80,000    | $1,243,971   |
| 馬德里大師賽        | €27,460    | $1,274,707   |
| 羅馬大師賽          | €308,000   | $1,619,605   |
| 法國網球公開賽      | €250,000   | $1,894,780   |
| 哈雷公開賽          | €381,760   | $2,324,756   |
| 溫布頓網球錦標賽    | £940,000   | $3,804,034   |
| 辛辛那提大師賽      | $731,000   | $4,535,034   |
| 美國網球公開賽      | $1,600,000 | $6,135,034   |
| 上海大師賽          | $31,390    | $6,166,424   |
| 大衛杜夫瑞士室內賽  | €381,925   | $6,587,153   |
| 巴黎大師賽          | €42,600    | $6,634,017   |
| ATP世界巡迴賽總決賽 | $1,178,000 | $7,812,017   |
| 額外積分獎金        | $880,000   | $8,692,017   |
|                     |            | $8,692,017   |

### 獎項
- 艾特堡運動精神獎[39]
  - 生涯第十一次獲獎（2011年以來連續第五年獲獎）
- ATP最受歡迎球員獎（單打）[39]
  - 連續第十三年獲獎

### 外部連結
1. 1 2  官方網站. .   [2015-08-24]. （原始内容存档于2015-08-25） （英语）.
2. 1 2  官方網站. .   [2014-03-01]. （原始内容存档于2015-03-02） （英语）.
3. 1 2  官方網站. .   [2015-06-22]. （原始内容存档于2015-06-22） （英语）.
4. 1 2  官方網站. .   [2015-11-02]. （原始内容存档于2015-11-03） （英语）.
5. 1 2  官方網站. .   [2015-01-12]. （原始内容存档于2015-01-12） （英语）.
6. 1 2  官方網站. .   [2015-05-14]. （原始内容存档于2015-05-18） （英语）.
7. 1 2  新浪競技風暴. .   [2015-01-11]. （原始内容存档于2015-01-11） （中文（简体））.
8. 1 2  職業網球聯合會. .   [2015-01-12]. （原始内容存档于2015-01-11） （英语）.
9. 1 2  官方網站. .   [2015-02-08]. （原始内容存档于2015-02-08） （英语）.
10. 1 2  官方網站. .   [2015-06-16]. （原始内容存档于2015-06-22） （英语）.
11. 1 2  官方網站. .   [2015-07-30]. （原始内容存档于2015-07-14） （英语）.
12. 1 2  新浪競技風暴. .   [2015-09-15]. （原始内容存档于2015-09-18） （中文（简体））.
13. 1 2  官方網站. .   [2015-09-14]. （原始内容存档于2015-09-16） （英语）.
14. ↑  官方網站. .   [2016-01-07]. （原始内容存档于2015-12-29） （英语）.
15. ↑  職業網球聯合會. .   [2015-01-12]. （原始内容存档于2015-01-11） （英语）.
16. ↑  官方網站. .   [2015-03-02]. （原始内容存档于2015-03-03） （英语）.
17. ↑  職業網球聯合會. .   [2015-03-04]. （原始内容存档于2015-07-17） （英语）.
18. ↑  官方網站. .   [2015-03-18]. （原始内容存档于2015-03-20） （英语）.
19. ↑  官方網站. .   [2015-03-23]. （原始内容存档于2015-03-24） （英语）.
20. ↑  職業網球聯合會. .   [2015-03-22]. （原始内容存档于2015-03-23） （英语）.
21. ↑  官方網站. .   [2015-04-16]. （原始内容存档于2015-04-19） （英语）.
22. ↑  官方網站. .   [2015-05-06]. （原始内容存档于2015-05-09） （英语）.
23. ↑  官方網站. .   [2015-05-17]. （原始内容存档于2015-05-20） （英语）.
24. ↑  官方網站. .   [2015-06-16]. （原始内容存档于2015-06-22） （英语）.
25. ↑  官方網站. .   [2015-08-05]. （原始内容存档于2015-07-12） （英语）.
26. ↑  職業網球聯合會. .   [2015-08-26] （中文（简体））.
27. ↑  職業網球聯合會. .   [2015-08-05]. （原始内容存档于2015-08-21） （英语）.
28. ↑  新浪競技風暴. .   [2015-08-24]. （原始内容存档于2019-02-13） （中文（简体））.
29. ↑  新浪競技風暴. .   [2015-08-24]. （原始内容存档于2015-10-02） （中文（简体））.
30. ↑  新浪競技風暴. .   [2015-08-24]. （原始内容存档于2015-08-27） （中文（简体））.
31. 1 2  新浪競技風暴. .   [2015-09-20]. （原始内容存档于2015-09-23） （中文（简体））.
32. 1 2  新浪競技風暴. .   [2015-09-21]. （原始内容存档于2015-09-25） （中文（简体））.
33. ↑  官方網站. .   [2015-11-05]. （原始内容存档于2015-11-14） （英语）.
34. ↑  職業網球聯合會. .   [2015-10-31]. （原始内容存档于2015-11-02） （英语）.
35. ↑  職業網球聯合會. .   [2016-01-07]. （原始内容存档于2015-12-08） （英语）.
36. ↑  職業網球聯合會. .   [2016-01-07]. （原始内容存档于2015-12-26） （英语）.
37. ↑  職業網球聯合會. .   [2016-01-07]. （原始内容存档于2015-12-26） （英语）.
38. ↑  職業網球聯合會. .   [2016-01-07]. （原始内容存档于2015-12-29） （英语）.
39. 1 2  . 職業網球聯合會.   [2015-11-11]. （原始内容存档于2015-11-13）.